# ディアロッジ郡 (モンタナ州)

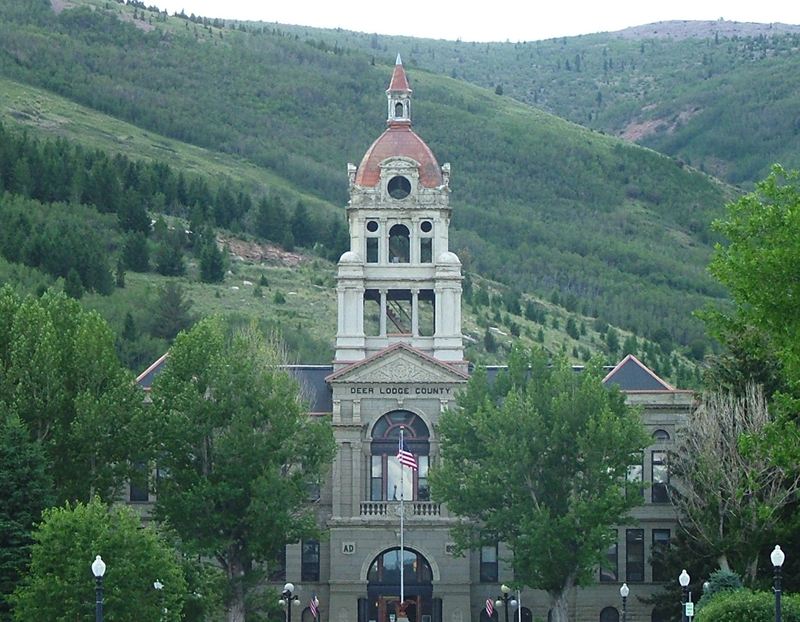
アナコンダにあるディアロッジ郡庁舎

ディアロッジ郡（英: Deer Lodge County）は、アメリカ合衆国モンタナ州の西部に位置する郡である。人口は9,421人（2020年）。モンタナ州の郡では面積で少ないほうから第2位である。郡庁所在地はアナコンダ市であり、アナコンダ市とディアロッジ郡は統合市郡になっている。

## 歴史
ディアロッジ郡は1864年にモンタナ準州ができたときの最初の9郡の１つである。

## 地理
ディアロッジ郡は北緯46度7分14秒 西経112度59分14秒 / 北緯46.12056度 西経112.98722度に位置している (46.12062, -112.98746)。
アメリカ合衆国国勢調査局に拠れば、郡域全面積は741平方マイル (1,919.2 km2)であり、このうち陸地は737平方マイル (1,908.8 km2)、水域は4平方マイル (10.4 km2)で水域率は0.57％である。
郡内にはアナコンダ山脈、ジョージタウン湖、広さ54,000エーカー (216 km²) とモンタナ州では最大のハッギン山野生生物管理区域など自然の景観に富んでいる
。

### 主要高規格道路
- 州間高速道路90号線
- アメリカ国道10号線（旧道）
- モンタナ州道1号線
- モンタナ州道43号線
- モンタナ州道48号線

### 隣接する郡
- グラニット郡 - 北西
- パウエル郡 - 北
- ジェファーソン郡 - 東
- シルバーボウ郡 - 南東
- ビーバーヘッド郡 - 南
- ラバリ郡 - 西

### 国立保護地域
- ビーバーヘッド国立の森（部分）
- ディアロッジ国立の森（部分）

## 人口動態

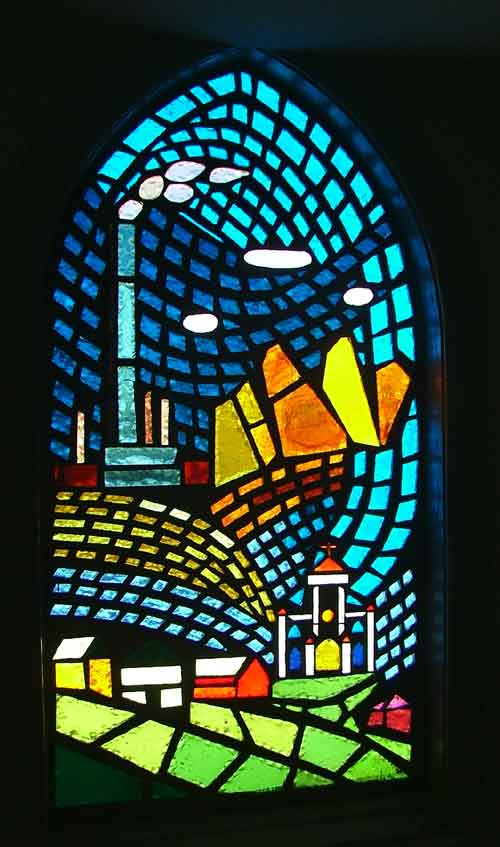
アナコンダの教会のステンドグラスに描かれた昔の銅精錬所

以下は2000年国勢調査による人口統計データである。
| 基礎データ - 人口: 9,417人 - 世帯数: 3,995 世帯 - 家族数: 2,524 家族 - 人口密度: 5人/km2（13人/mi2） - 住居数: 4,958軒 - 住居密度: 3軒/km2（7軒/mi2） 人種別人口構成 - 白人: 95.87% - アフリカン・アメリカン: 0.17% - ネイティブ・アメリカン: 1.77% - アジア人: 0.36% - 太平洋諸島系: 0.01% - その他の人種: 0.18% - 混血: 1.64% - ヒスパニック・ラテン系: 1.65% 先祖による構成 - アイルランド系：21.3％ - ドイツ系：21.2％ - イギリス系：7.1％ - アメリカ人：6.5％ - ノルウェー系：6.4％ 言語による構成 - 英語：96.3％ - スペイン語：1.4％ - ドイツ語：1.2％ | 年齢別人口構成 - 18歳未満: 22.5% - 18-24歳: 7.9% - 25-44歳: 24.0% - 45-64歳: 26.8% - 65歳以上: 18.8% - 年齢の中央値: 42歳 - 性比（女性100人あたり男性の人口） - 総人口: 99.8 - 18歳以上: 97.3 世帯と家族（対世帯数） - 18歳未満の子供がいる: 25.8% - 結婚・同居している夫婦: 50.0% - 未婚・離婚・死別女性が世帯主: 9.4% - 非家族世帯: 36.8% - 単身世帯: 33.4% - 65歳以上の老人1人暮らし: 16.7% - 平均構成人数 - 世帯: 2.26人 - 家族: 2.84人 収入と家計 - 収入の中央値 - 世帯: 26,305米ドル - 家族: 36,158米ドル - 性別 - 男性: 27,230米ドル - 女性: 18,719米ドル - 人口1人あたり収入: 15,580米ドル - 貧困線以下 - 対人口: 15.8% - 対家族数: 11.6% - 18歳未満: 21.4% - 65歳以上: 9.8% |

## 都市と町
- アナコンダ - 郡庁所在地
- ガレン
- ジョージタウン
- オポチュニティ
- ウォームスプリングス

ディアロッジの町は隣接するパウエル郡の中にあり、地元以外の人は混同しやすい。

## 政府と政治
ディアロッジ郡は大統領選挙の時にモンタナ州の中でも最も一貫して民主党を支援している。1924年のカルビン・クーリッジ以降共和党候補を支持したことはない。過去5回の選挙で民主党候補者は21ないし49％近い差でディアロッジ郡を制してきた。過去20年間の州知事選挙を見ると、共和党が勝利したのは1996年のマーク・ラースコウのみである。この選挙では民主党候補者のチェット・ブレイロックが選挙前に死に、ラースコウが全郡を制した 。
モンタナ州上院では第43選挙区に入っており、2004年以来民主党のジェシー・ラスロビッチが務めている。モンタナ州下院では第85選挙区に入っており、2004年以来民主党のシンシア・ハイナーが務めている。

## 著名な住人
- ルシル・ボール - 女優、幼少の時をディアロッジ郡で過ごした
- ロブ・ジョンソン - メジャーリーグベースボール、ニューヨーク・メッツの捕手